# Красное (Ровненская область)
Кра́сное (укр. Красне) — село в Бокиймовской сельской общине Дубенского района Ровненской области Украины.
До 2020 года входило в Млиновский район.
Население по переписи 2001 года составляло 312 человек. Почтовый индекс — 35135. Телефонный код — 3659. Код КОАТУУ — 5623881602.